# Газиводе
Озеро Газивода (алб. Liqeni i Gazivodës або Liqeni i Ujmanit ) або озеро Газиводе (серб. Језеро Газиводе / Jezero Gazivode) — штучне озеро, яке лежить між Косовом та Сербією. Озеро Газивода має площу 11,9 км2 (4,6 миля2), з яких 9,2 км2 (3,6 миля2) належить території Косова, а 2,7 км2 (1,0 миля2) території Сербії. Озеро утворене дамбою на річці Ібар. 

## Історія
Проєкт створення водосховища на річці Ібар для генерації гідроелектрики існував ще з 1960-х років. Створювалась дамба для покриття енергетичних потреб населення та економіки Соціалістичної Автономної провінції Косово, яка на той час розширилась. Газивода створена між 1973 і 1978 роками. Деякі джерела стверджують, що до 1000 осіб  (найвірогідніше 230), які проживали на цій території, були переселені. Проєктом займався "Енергопроєкт", державна компанія Югославії з розвитку гідроенергетики. Основним підрядником була компанія, що базується в Белграді за назвою Hidrotehnika. 